# Porcellium frontacutum
Porcellium frontacutum är en kräftdjursart som beskrevs av Schmallfuss1996. Porcellium frontacutum ingår i släktet Porcellium och familjen Trachelipodidae. Inga underarter finns listade i Catalogue of Life.